# Alcabón
Alcabón é um município da Espanha na província de Toledo, comunidade autónoma de Castilla-La Mancha, de área 8,00 km² com população de 671 habitantes (2004) e densidade populacional de 83,88 hab/km².

## Demografia
| Variação demográfica do município entre 1991 e 2004 | Variação demográfica do município entre 1991 e 2004 | Variação demográfica do município entre 1991 e 2004 | Variação demográfica do município entre 1991 e 2004 |
| --------------------------------------------------- | --------------------------------------------------- | --------------------------------------------------- | --------------------------------------------------- |
| 1991                                                | 1996                                                | 2001                                                | 2004                                                |
| 497                                                 | 573                                                 | 634                                                 | 671                                                 |